# الکساندر چایف
الکساندر چایف (انگلیسی: Aleksandr Chayev؛ زادهٔ ۱۷ مارس ۱۹۶۲) شناگر اهل روسیه بود.
وی در مسابقات کشوری و بین‌المللی در مجموع برندهٔ ۳ مدال طلا، ۱ مدال نقره شده‌است.